# Trascrizione (diritto)
La trascrizione è un mezzo di pubblicità legale, prevista dagli artt. 2643 e seguenti del Codice civile italiano, consistente nell'annotazione di determinati atti giuridici in appositi registri pubblici.

## Tassatività delle ipotesi di trascrizione
Secondo l'orientamento tradizionale, le ipotesi di trascrizione sarebbero unicamente quelle tassativamente previste da precise disposizioni di legge. Di recente questo orientamento è stato sottoposto a revisione critica, sostenendosi l'ammissibilità di interpretazione estensiva, analogica, sistematica e adeguatrice, al fine di ammettere alla trascrizione anche fattispecie non espressamente previste, purché tipicamente rientranti nell'ambito della pubblicità immobiliare, in quanto opponibili ai terzi in base al diritto sostanziale.

## Funzione della trascrizione
Il legislatore (italiano e non solo) ritiene che le vicende giuridiche di determinate categorie di beni debbano essere sottoposte a forme legali di pubblicità; ciò al duplice scopo di:
1. favorirne la conoscenza da parte di tutti (e pertanto dirimere potenziali conflitti e controversie);
2. accrescere la certezza sul loro stato, facendo derivare importanti conseguenze dall'osservanza delle forme pubblicitarie prescritte.

Nel diritto italiano, i principali sistemi di pubblicità sono due: la trascrizione e l'intavolazione.
La trascrizione consiste nell'annotazione su un registro pubblico di un atto, dal quale risulta che una persona è titolare di un determinato diritto reale su un immobile (o su un bene mobile registrato: il Codice civile disciplina solo la prima ipotesi, ma integra le leggi speciali relative alla seconda).

Il titolare del diritto reale immobiliare ha l'onere di trascrivere gli atti con i quali la proprietà viene trasferita, i diritti reali di godimento vengono costituiti, modificati, estinti.
Sono soggetti a trascrizione tutti gli atti riguardanti un bene immobile:
- I contratti che trasferiscono la proprietà,
- I contratti che costituiscono, trasferiscono, modificano diritti reali di godimento,
- I contratti che conferiscono alcuni diritti personali di godimento,
- Gli acquisiti a causa di morte.

## Effetti della trascrizione
La trascrizione ha eminentemente (ma non esclusivamente) efficacia dichiarativa; produce cioè il risultato di rendere opponibili a terzi gli atti trascritti.
Chi acquista validamente un diritto, ma non trascrive, è titolare del diritto, ma non può opporlo a terzi che abbiano acquistato un diritto con esso incompatibile (laddove, ad esempio, dovessero sorgere dei conflitti derivanti da una doppia alienazione). Questa regola, infatti, riveste la massima importanza al fine di risolvere le situazioni di conflitto tra più acquirenti dello stesso bene, dal momento che è proprietario a tutti gli effetti del bene non già chi lo ha acquistato per primo, bensì chi ha trascritto per primo l'atto d'acquisto del suddetto bene.
La trascrizione delle domande giudiziali e dei contratti preliminari rende gli effetti della sentenza e del contratto definitivo opponibili ai terzi, che hanno acquistato diritti sul bene successivamente alla domanda, sin dalla trascrizione della domanda giudiziale o del contratto preliminare (cosiddetta efficacia prenotativa della trascrizione), al ricorrere però di determinate condizioni (per le quali v. codice civile). L'esigenza di certezza dei traffici immobiliari giustifica che la trascrizione sia obbligatoria per il notaio o altro pubblico ufficiale che riceva o autentichi l'atto soggetto a trascrizione, e che questi sia tenuto a risarcire il danno in caso di ritardo o rifiuto ingiustificato.

## I registri immobiliari
La situazione giuridica dei beni immobili e dei beni mobili registrati risulta indicata nei registri immobiliari, nel pubblico registro automobilistico, nei registri dei compartimenti marittimi, nel registro aeronautico nazionale.
I registri immobiliari sono a base personale: ciò significa che al nominativo di ciascuna persona sono indicati gli atti trascritti a favore o contro.

Nei registri deve essere presente la continuità delle trascrizioni (art. 2650 cod. civ.), in modo che risulti dai registri, sotto i nomi successivi proprietari di un immobile, una catena ininterrotta di titolari.